# مانويل دوارتي راميريز
مانويل دوارتي راميريز (بالإسبانية: Manuel Duarte Ramírez)‏ هو سياسي مكسيكي، ولد في 29 نوفمبر 1962 في المكسيك. حزبياً، نشط في حزب الثورة الديمقراطية. وقد انتخب عضو مجلس النواب المكسيك.